# Vorderweidenthal

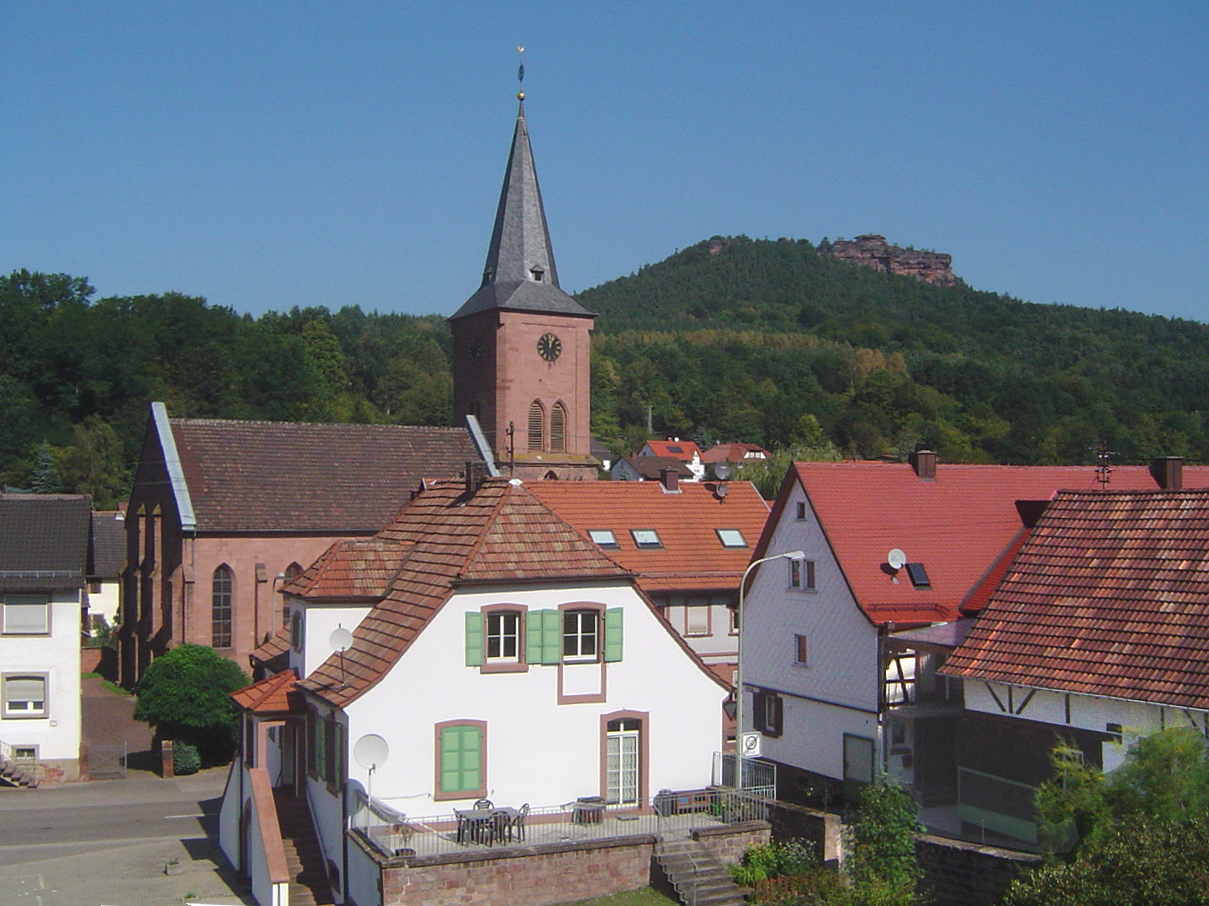
Ortsbild von Vorderweidenthal

Vorderweidenthal ist eine Ortsgemeinde im Landkreis Südliche Weinstraße in Rheinland-Pfalz. Sie gehört der Verbandsgemeinde Bad Bergzabern an.

## Geographie

### Lage
Die Gemeinde liegt im Wasgau, wie der Südteil des Pfälzerwaldes auch genannt wird, mitten im Dahner Felsenland, das wiederum zum Dahn-Annweiler Felsenland gehört.
Nachbargemeinden sind – im Uhrzeigersinn – Darstein, Gossersweiler-Stein, Silz, Birkenhördt, Erlenbach bei Dahn, Busenberg und Oberschlettenbach. Zu Vorderweidenthal gehören zusätzlich die Wohnplätze Bethof, Lindelbrunn und Sägmühle.

### Erhebungen
Im nordöstlichen Gemeindegebiet erheben sich der 437,6 m ü. NHN hohe Schloßberg und weiter südlich der 320,2 m ü. NHN hohe Eichenbühl. An der Gemarkungsgrenze zwischen Busenberg und Oberschlettenbach befindet sich der 447,6 m hohe Puhlstein.

### Gewässer
Der Erlenbach streift den westlichen Siedlungsrand. Im östlichen Teil der Gemarkung entspringt  der Portzbach, der anschließend jenseits der Bebauung in Nord-Süd-Richtung fließt; sein linker Nebenfluss Hirschbach bildet teilweise die Gemarkungsgrenze zu Erlenbach bei Dahn und Birkenhördt. Im äußersten Osten entspringt der Sandwiesenbach, der bereits kurze Zeit später die Grenze zu Silz überschreitet. Mitten durch das Gemeindegebiet verläuft die Wasserscheide zwischen Lauter und Michelsbach.

## Geschichte
Die erste urkundliche Erwähnung des Dorfes stammt aus dem Jahr 1313. Bis zum Ende des 18. Jahrhunderts gehörte der Ort den Fürsten von Leiningen-Dürkheim.
Von 1798 bis 1814, als die Pfalz zunächst ein Teil der Französischen Republik (bis 1804) und anschließend ein Teil des Napoleonischen Kaiserreichs war, war Vorderweidenthal in den Kanton Annweiler eingegliedert und unterstand der Mairie Oberschlettenbach. Im selben Jahr wurde der Ort Österreich zugeschlagen. Bereits ein Jahr später wechselte er wie die gesamte Pfalz in das Königreich Bayern. Von 1818 bis 1862 gehörte Vorder-Weidenthal – so die damalige Schreibweise – dem Landkommissariat Bergzabern an; aus diesem ging anschließend das Bezirksamt Bergzabern hervor.
Ab 1939 war der Ort ein Bestandteil des Landkreises Bergzabern. Nach dem Zweiten Weltkrieg wurde Vorderweidenthal innerhalb der französischen Besatzungszone ein Teil des damals neu gebildeten Landes Rheinland-Pfalz. Im Zuge der ersten rheinland-pfälzischen Verwaltungsreform wechselte der Ort am 7. Juni 1969 in den neu geschaffenen Landkreis Landau-Bad Bergzabern, der 1978 in Landkreis Südliche Weinstraße umbenannt wurde. 1972 wurde Vorderweidenthal der ebenfalls neu gebildeten Verbandsgemeinde Bad Bergzabern zugeordnet.

## Bevölkerung

### Einwohnerentwicklung
Die Bevölkerungsentwicklung in den letzten Jahren lautet wie folgt.
| Jahr | Einwohner |
| ---- | --------- |
| 1815 | 430       |
| 1835 | 612       |
| 1871 | 517       |
| 1905 | 511       |
| 1939 | 582       |

| Jahr | Einwohner |
| ---- | --------- |
| 1950 | 561       |
| 1961 | 616       |
| 1970 | 667       |
| 1987 | 641       |
| 2002 | 685       |

| Jahr | Einwohner |
| ---- | --------- |
| 2005 | 654       |
| 2010 | 644       |
| 2015 | 605       |
| 2017 | 589       |
| 2024 | 622       |

### Religion

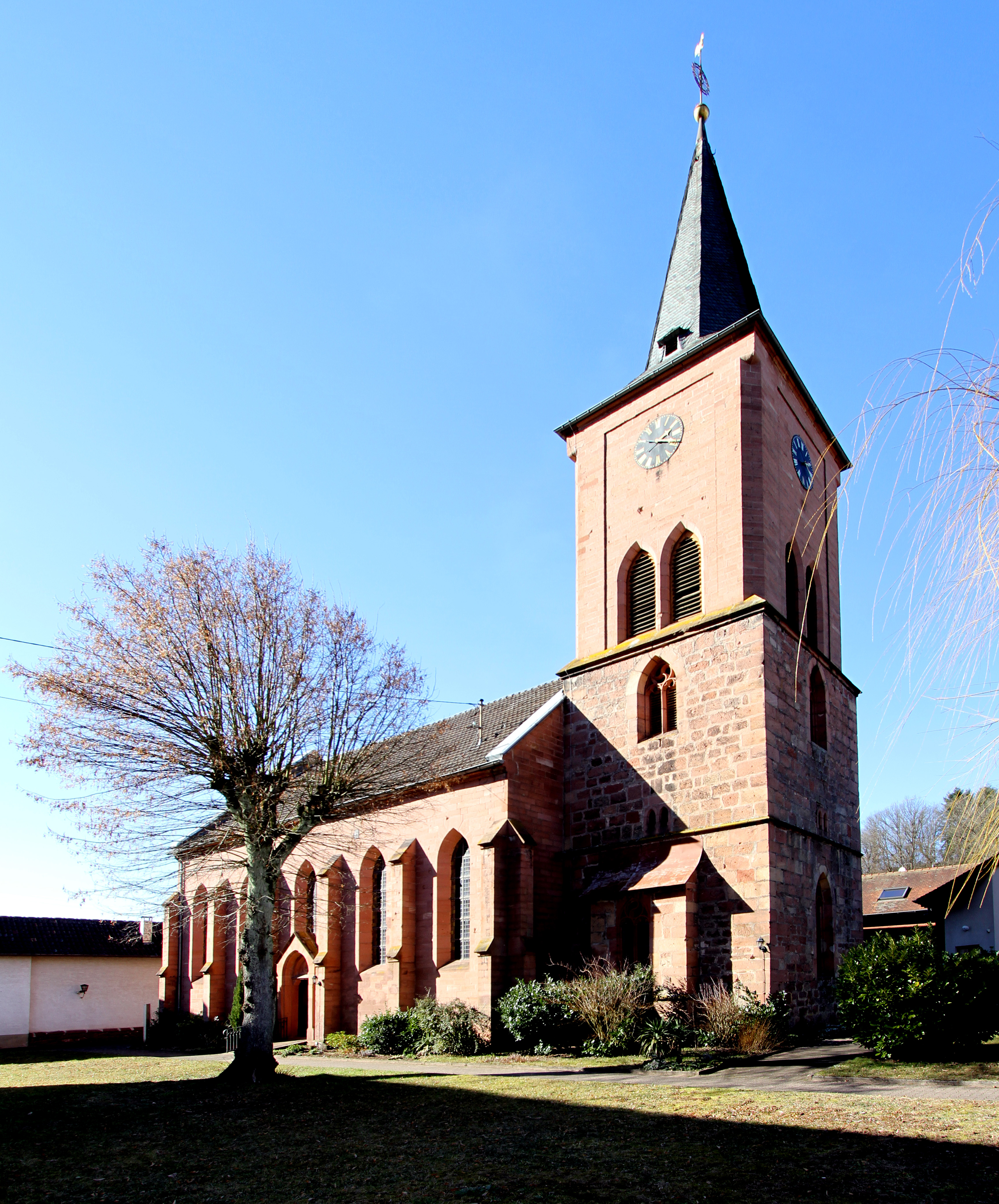
Protestantische Kirche

Die Katholiken gehören zum Bistum Speyer und unterstehen dort dem Dekanat Landau, die Evangelischen zur Protestantischen Landeskirche Pfalz. Ende des Jahres 2013 waren 56,6 Prozent der Einwohner evangelisch und 26,3 Prozent katholisch. Die übrigen gehörten einer anderen Religion an oder waren konfessionslos. Am 16. Juni 2020 wurde die evangelische Kirche in Vorderweidenthal als Friedenskirche getauft. Zur protestantischen Kirchengemeinde Vorderweidenthal gehört auch der Nachbarort Lauterschwan.
Vor Ort existierte einst eine jüdische Gemeinde, deren Mitglieder in Busenberg beigesetzt wurden. 1824 lebten in Vorderweidenthal 78 Menschen jüdischen Glaubens.

## Politik
Bei Bundestagswahlen gehört die Gemeinde seit 1965 zum Wahlkreis Südpfalz (bis 1983: Wahlkreis Landau), davor bis 1961 zum Wahlkreis Zweibrücken. Bei Landtagswahlen ist Vorderweidenthal seit 1991 ein Bestandteil des Wahlkreises Südliche Weinstraße.

### Gemeinderat
Der Gemeinderat in Vorderweidenthal besteht aus zwölf Ratsmitgliedern, die bei der Kommunalwahl am 9. Juni 2024 in einer Mehrheitswahl gewählt wurden, und dem ehrenamtlichen Ortsbürgermeister als Vorsitzendem.

### Bürgermeister
Volker Christmann (SPD) wurde 2014 Ortsbürgermeister von Vorderweidenthal. Bei der Direktwahl am 26. Mai 2019 wurde er mit einem Stimmenanteil von 72,82 % und am 9. Juni 2024 als einziger Bewerber mit 79,6 % jeweils für weitere fünf Jahre in seinem Amt bestätigt.
Sein Vorgänger Artur Helfer hatte das Amt 25 Jahre ausgeübt.

### Wappen
| Wappen von Vorderweidenthal | Blasonierung: „Geteilt und oben gespalten, oben rechts von Grün und Silber sechsfach geteilt, oben links in Blau ein rotbewehrter silberner Adler, unten in Silber ein wachsender grüner Weidenbaum.“ |
| Wappen von Vorderweidenthal | Wappenbegründung: Es wurde 1962 vom Mainzer Innenministerium genehmigt. Der Adler erinnert an die ehemalige Zugehörigkeit zu den Leiningern. Durch den Weidenbaum wird es zum sprechenden Wappen.     |

## Kultur und Sehenswürdigkeiten

### Kulturdenkmäler

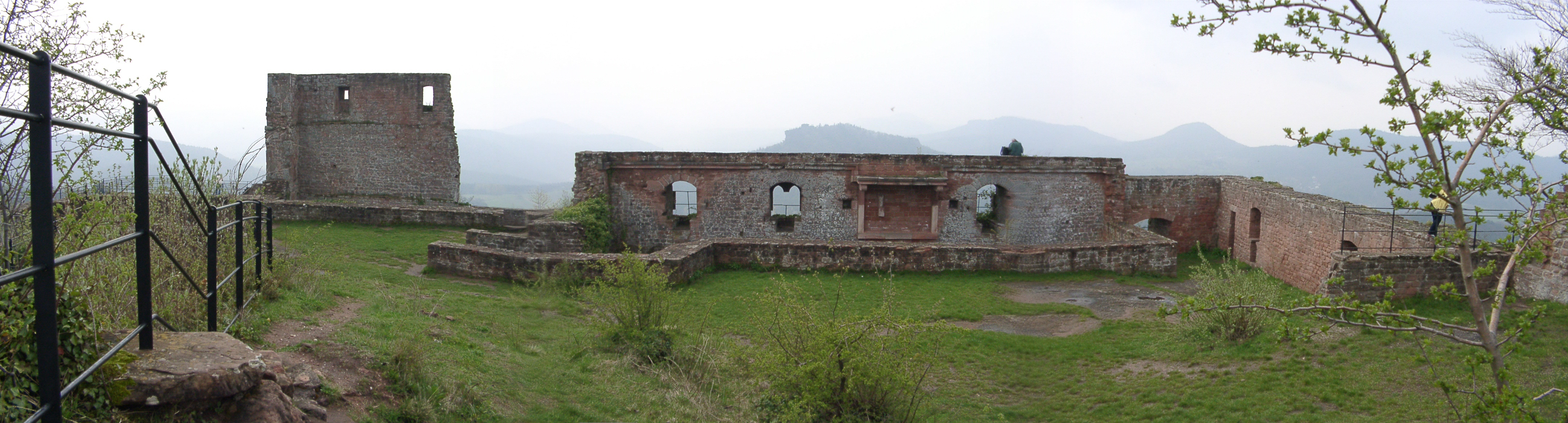
Burgruine Lindelbrunn

Der Friedhof und die auf Gemarkung der Ortsgemeinde auf 440 m ü. NHN befindliche Ruine der Burg Lindelbrunn sind als Denkmalzonen ausgewiesen; hinzu kommen insgesamt sechs Einzeldenkmäler.

### Natur

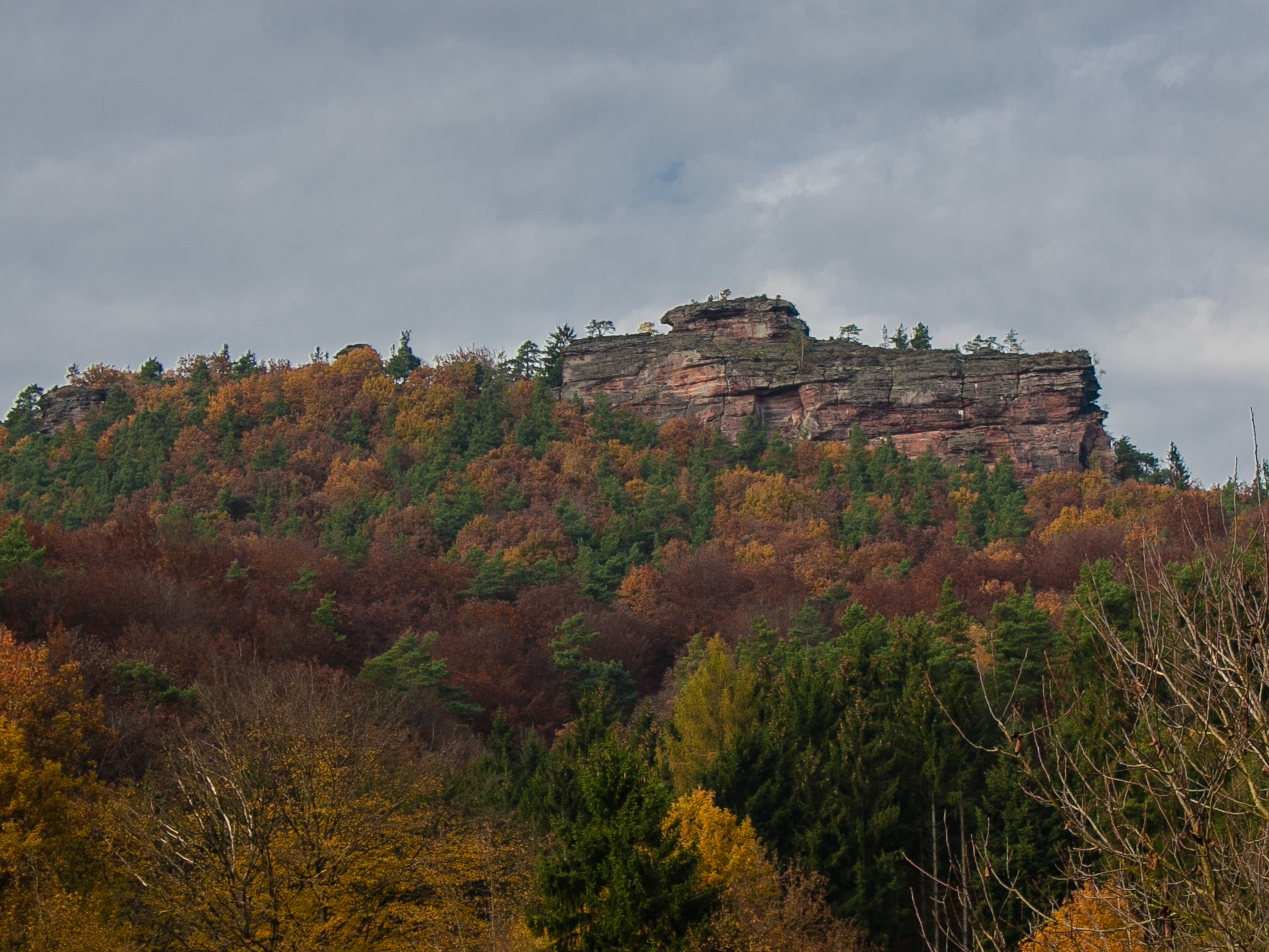
Rödelstein an der Gemarkungsgrenze zu Oberschlettenbach

Die Ortsgemeinde liegt im Naturpark Pfälzerwald, der zum Biosphärenreservat Pfälzerwald-Vosges du Nord gehört. Nördlich der Bebauung an der Gemarkungsgrenze zu Oberschlettenbach befindet sich der Rödelstein, der als Naturdenkmal ausgewiesen ist. Zudem ist der Ort ein Bestandteil des Klettergebiets Südpfalz und gehört dort zum Vorderweidenthaler Gebiet.

### Rittersteine
Auf der Gemarkung von Vorderweidenthal befinden sich die Rittersteine 26 und 299. Ersterer liegt im östlichen Gemeindegebiet und trägt die Bezeichnung „An der Bildeiche“, er verweist auf eine alte Bildstocksäule. Diese befindet sich am südlichen Fuß des Rothelsteins und enthält die Inschrift „Rödelstein-Pfad erb. v. Pfälz. Wald-Verein 1927“; er stellt einen Orientierungspunkt für das nahe Klettergebiet dar.

### Regelmäßige Veranstaltungen
Die alljährliche Kerwe fand bis 2018 stets am dritten Wochenende im Oktober statt. Seit der Taufe der evangelischen Kirche zur Friedenskirche wird die Kerwe am Wochenende des dritten Juni-Sonntags gefeiert.
Der SV Blau-Weiß Vorderweidenthal 1927 e. V. veranstaltet regelmäßig am ersten Freitag eines jeden Monats einen Hähnchenabend und zudem einmal jährlich ein Kinderspielfest sowie ein Moto-Guzzi-Treffen. Der St. Florian Verein Vorderweidenthal e. V. richtet jährlich ein Oktoberfest am Feuerwehrhaus aus, das von Gästen aus der gesamten Region frequentiert wird.

## Wirtschaft und Infrastruktur

### Wirtschaft

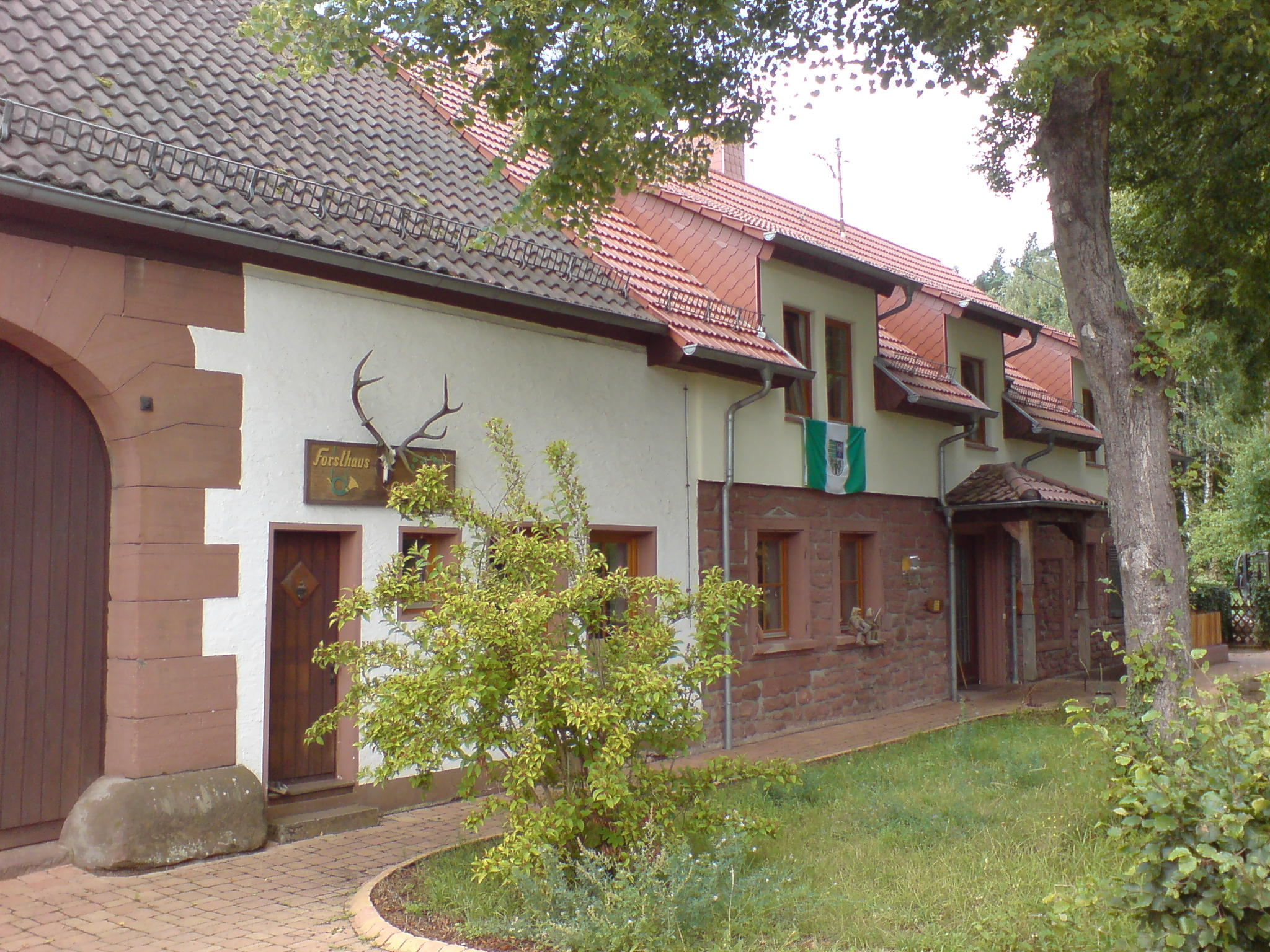
Forsthaus Lindelbrunn auf Gemarkung von Vorderweidenthal unweit der gleichnamigen Burgruine

Aufgrund der geographischen Gegebenheiten dominierte vor Ort jahrhundertelang die Forst- und Holzwirtschaft. Die örtlichen Waldgebiete, die Teil des Annweiler Waldes sind, unterstehen dem Forstamt Annweiler.

### Verkehr
Vorderweidenthal ist über die Buslinie 525 des Verkehrsverbundes Rhein-Neckar, die nach Bad Bergzabern und Annweiler am Trifels führt, an das Nahverkehrsnetz angebunden, sowie über die Buslinie 545 von Bad Bergzabern nach Dahn.
Die Landesstraße 490 führt durch den Ort und verbindet ihn mit Niederschlettenbach sowie Annweiler am Trifels. Die von ihr abzweigende Landesstraße 493 führt ins benachbarte Silz; von ihr führt die Kreisstraße 10 zum Wohnplatz Lindelbrunn und die Kreisstraße 11 nach Birkenhördt. Die Bundesstraße 427 streift zudem den südlichen Gemarkungsrand der Gemeinde.

### Tourismus

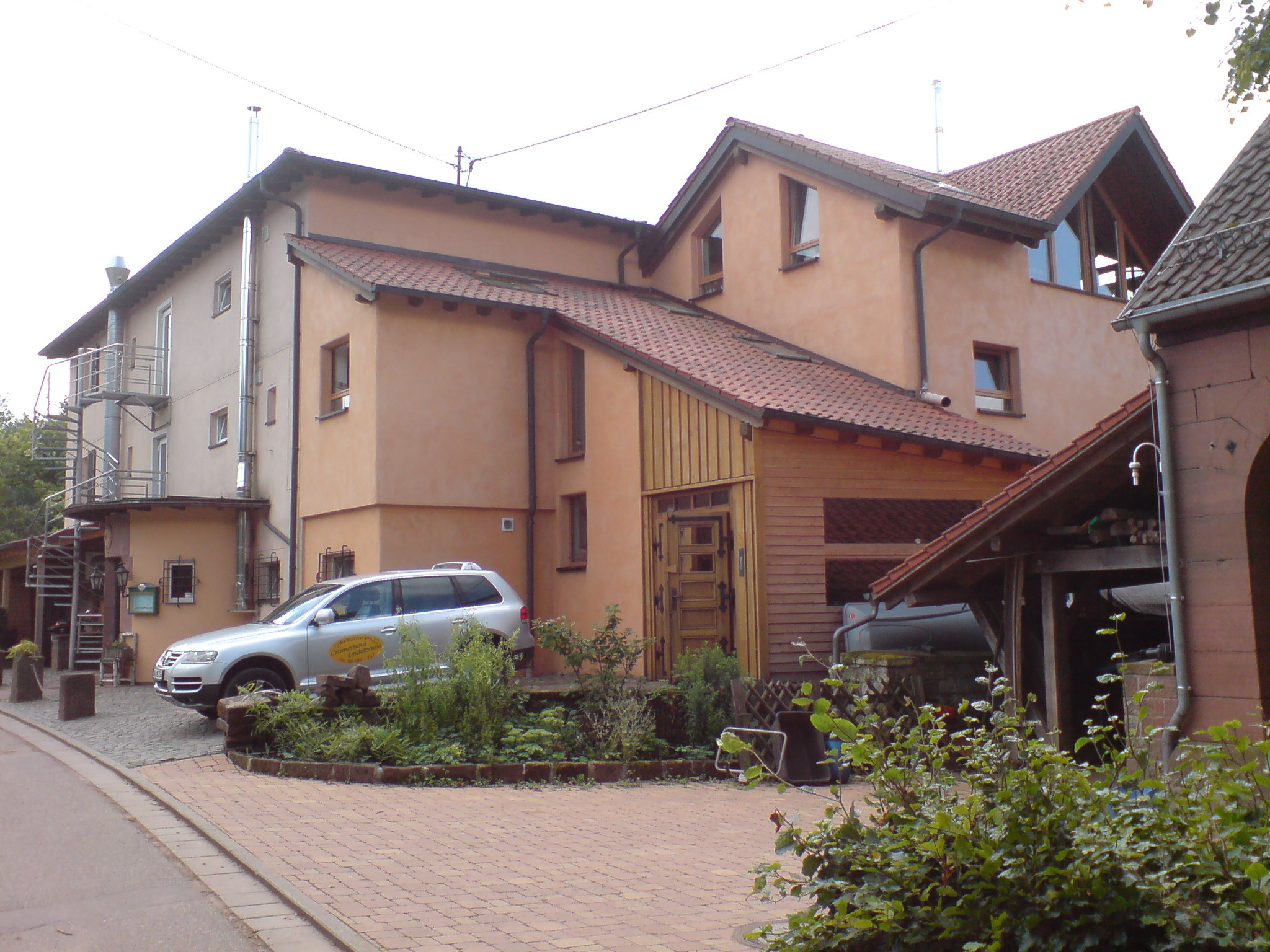
Cramerhaus

Durch Vorderweidenthal verläuft der sogenannte Klingbach-Radweg, der, beginnend in Dahn, unter anderem über Klingenmünster bis nach Hördt führt. Der Ort ist Station für die Tour 9 des Mountainbikeparks Pfälzerwald. Unweit der Burg Lindelbrunn befindet sich mit dem nach Heinrich Cramer benannten Cramerhaus ein Wanderhaus, das vom Pfälzerwald-Verein betrieben und im Jahr 2002 verkauft wurde.
Durch den Ort verlaufen der mit einem blauen Balken markierte Fernwanderweg Staudernheim–Soultz-sous-Forêts und der August-Becker-Wanderweg, der mit der Markierung grünes Dreieck auf weißem Grund ausgestattet ist.
Um den Bereich der Burg Lindelbrunn führen drei Wanderwege, von denen einer mit einem gelb-roten Balken markiert ist und vom Wellbachtal bis nach Rülzheim verläuft, ein weiterer, der mit einem roten Punkt gekennzeichnet ist und von Hertlingshausen bis nach Wingen verläuft sowie ein Wanderweg, der mit einem blauen Kreuz markiert ist und von Niederhausen nach Sankt Germanshof verläuft, vorbei. Durch den Westen der Gemarkung führt ein weiterer Wanderweg, der mit einem blau-gelben Balken markiert ist und der von Lauterecken ebenfalls nach Sankt Germanshof verläuft. Der Rödelstein-Pfad führt zum gleichnamigen Fels.

### Gericht
Die Gemeinde gehört zum Gerichtsbezirk des Amtsgerichts Landau und wird von  dessen Zweigstelle in Bad Bergzabern betreut.

## Persönlichkeiten

### Ehrenbürger
- Artur Helfer, von 1989 bis 2014 Ortsbürgermeister, wurde aufgrund seiner Verdienste um die Gemeinde Anfang 2015 zum Ehrenbürger ernannt.[9]

### Söhne und Töchter der Gemeinde
- Fritz Schneider (1875–1950), Maler

### Personen, die vor Ort gewirkt haben
- Karl Friedrich Scholler (1807–1863), Theologe, Schriftsteller und Abgeordneter der Zweiten Kammer der Bayerischen Ständeversammlung, war 1831 Vikar in Vorderweidenthal.